# Голутвин, Андрей Игоревич
Андрей Игоревич Голутвин (англ. Andrey Golutvin) — российско-британский физик, специалист в области физики элементарных частиц.
Доктор физико-математических наук, профессор, профессор Имперского колледжа Лондона, куда перебрался в 2008 году, главный научный сотрудник центра НИТУ МИСИС, один из ведущих научных сотрудников МИСиС, научный консультант директора ЦЕРН, в которой работал многие годы. Член Лондонского королевского общества (2023).
Сын физика Игоря Анатольевича Голутвина, Заслуженного деятеля науки Российской Федерации (2003). В 1980 году окончил МГУ. Считает себя учеником профессора Виктора Алексеевича Свиридова. С середины 1990-х начал регулярно посещать Женеву.
Избирался в Программный комитет проекта БАК и Комитет научной политики ЦЕРН.
Стал первым российским ученым (и до настоящего времени это единственный прецедент), возглавившим эксперимент на Большом адронный коллайдере в ЦЕРН — международный эксперимент LHCb. Будучи лидером проекта Search for Hidden Particles (SHiP, каковую коллаборацию он возглавляет с 2014 года; эксперимент должен начать свою работу на обновленном БАК в 2026 году), он возглавляет созданный в 2017 году «Центр инфраструктурного взаимодействия и партнерства MegaScience» НИТУ «МИСиС». Читал курс лекций на кафедре физики элементарных частиц МФТИ. 
Под его началом защищены 12 кандидатских диссертаций.
Индекс Хирша h = 72.
Автор более 300 работ в реферируемых научных журналах, публиковался в Nature, Physical Review Letters, Physical Review D.